# Pierremande
Pierremande é uma comuna francesa na região administrativa de Altos da França, no departamento de Aisne. Estende-se por uma área de 7,57 km². Em 2010 a comuna tinha 270 habitantes (densidade: 35,7 hab./km²).